# Bsous
Bsous (arabe : بسوس) est un village libanais situé dans le caza d'Aley au Mont-Liban. Bsous à une population de 6 000 habitants (résident en permanence été/hiver). Le nom « Bsous » serait d’origine syriaque et les habitants sont gentilles 

## Situation géographique
Bsous est délimité par Aley, Kahale, Ain El Remaneh, Bdadoun, Wadi Chahrour et Qmatiye. Elle se situe à une altitude variant entre 200 et 730 mètres. Bsous se situe à environ 15 km de la capitale Beyrouth. Elle occupe une superficie de 246 hectares (2 457 139,61 m²).

## Agriculture
Figue de barbarie, Abricot, Vigne, Mûre, Olives, etc.

## Religion
La paroisse maronite Notre-Dame de Bsous fait partie du diocèse de Beyrouth et a trois églises :
- Notre-Dame de Bsous (Ancienne)
- Notre-Dame de Bsous (Nouvelle)
- St-Antoine de Padoue

La paroisse grecque-orthodoxe de Bsous fait partie du diocèse du Mont-Liban et a une église : 
- Notre Dame de Seidnaya

## Arts et divertissement
- Musée de la soie de Bsous

## Monuments et Attraits divers
- Fontaine d’eau (El Ain)

## Personnages célèbres
Président Chukri Sader

Président André Sader

Dr.Habib Abou Sakr - ex-Directeur Général – Ministre des finances - Liban

Dr. Haikal Feghali, (MD)

Dr Mounir Sader (PhD) 

Dr. Lina  Sader Feghali (PhD)

Dr. Wadih Feghali

M. Boutros Feghali (CDR) 

Joseph Feghali, Chevalier de l’ordre pontifical de St-Sylvestre.